# Tachinaephagus
Tachinaephagus is een geslacht van vliesvleugeligen uit de familie Encyrtidae. De wetenschappelijke naam van dit geslacht is voor het eerst geldig gepubliceerd in 1904 door Ashmead.

## Soorten
Het geslacht Tachinaephagus omvat de volgende soorten:
- Tachinaephagus australiensis (Girault, 1914)
- Tachinaephagus ceylonicus (Subba Rao, 1972)
- Tachinaephagus circaeus Sharkov, 1995
- Tachinaephagus congoensis Subba Rao, 1978
- Tachinaephagus javensis Subba Rao, 1978
- Tachinaephagus lutheri (Girault, 1924)
- Tachinaephagus lyperosiae (Ferrière, 1933)
- Tachinaephagus malayensis Subba Rao, 1978
- Tachinaephagus renshi Trjapitzin, 1985
- Tachinaephagus stomoxicida Subba Rao, 1978
- Tachinaephagus zealandicus Ashmead, 1904